# Marie Immisch

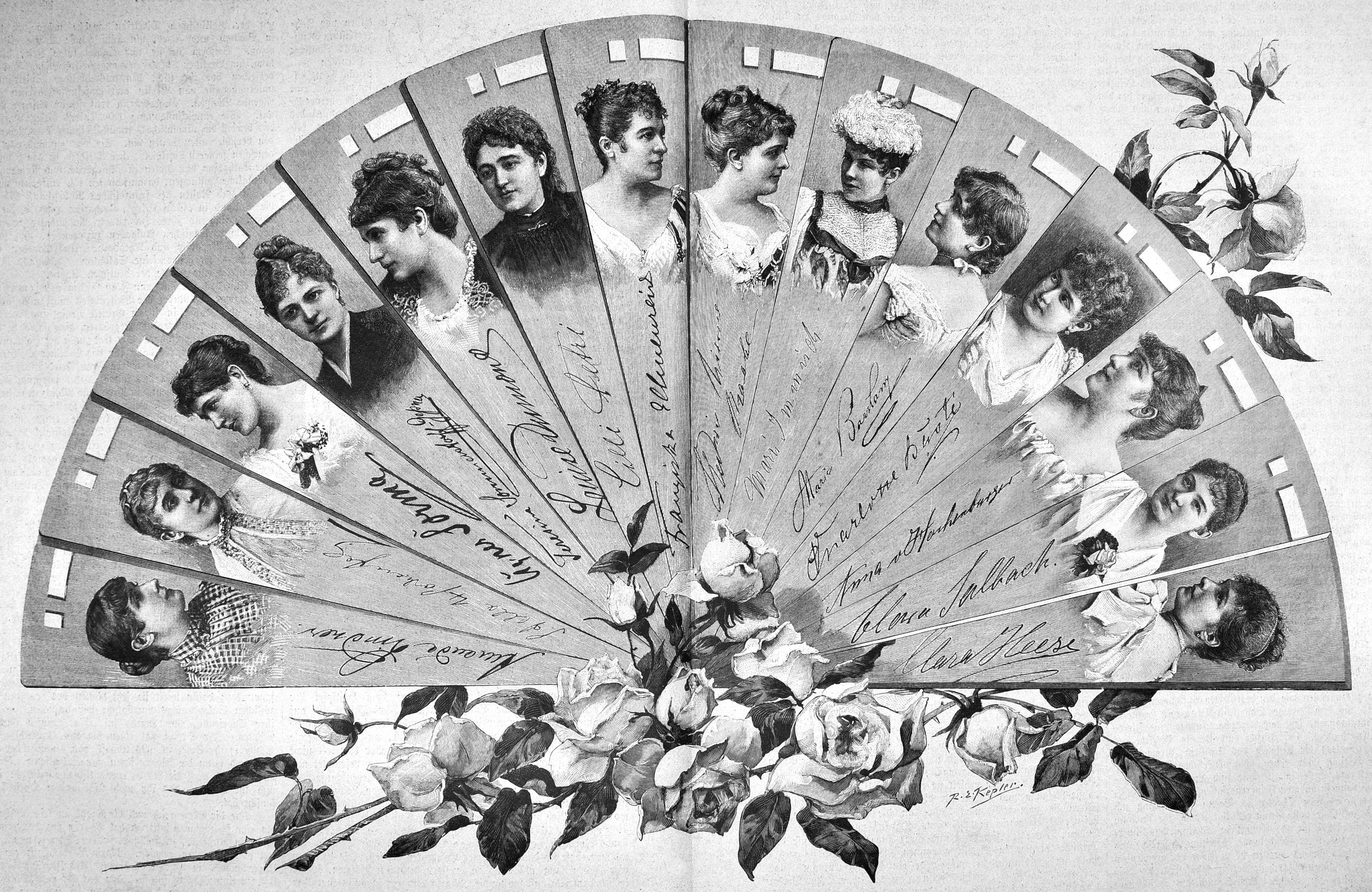
Marie Immisch (6. von rechts)

Marie Immisch (* 2. Juni 1866 in Weimar; † 20. April 1937 ebenda) war eine deutsche Theaterschauspielerin.

## Leben
Nachdem Immisch, Tochter eines Musiklehrers, bei Paul Brock dramatischen Unterricht genommen hatte, trat sie als Elevin in den Verband des Hoftheaters in Oldenburg, wo sie unter der Direktion von Otto Devrient die ersten dramatischen Gehversuche machte. Dann kam sie nach Danzig (1888), von dort (1890) an das Schauspielhaus nach Leipzig, wo sie sich als Darstellerin von jugendlich-tragischer Rollen hervortat, jedoch nicht nur in der Klassik, sondern in allen Partien, die das Repertoire für sie enthielt. Rudolf von Gottschall, der ihr Talent besonders anerkannte, bevorzugte sie stets bei der Darstellung der weiblichen Hauptrollen in seinen Dramen.